# MoMA PS1
MoMA PS1 es una de las instituciones dedicadas exclusivamente al arte contemporáneo más grandes de los Estados Unidos. Se encuentra en el barrio de Long Island City, en el borough de Queens, en la ciudad de Nueva York. Además de las exhibiciones realizadas regularmente, la institución organiza la serie de Proyectos Nacionales e Internacionales, la serie estival de eventos musicales Warm Up, y el Programa de Jóvenes Arquitectos MoMA PS1 junto al MoMA. Entre 2004 y 2009 también desarrolló la radio de arte WPS1. MoMA PS1 está asociado al Museo de Arte Moderno desde enero de 2000, y atrae unos 150.000 visitantes al año.

## Historia

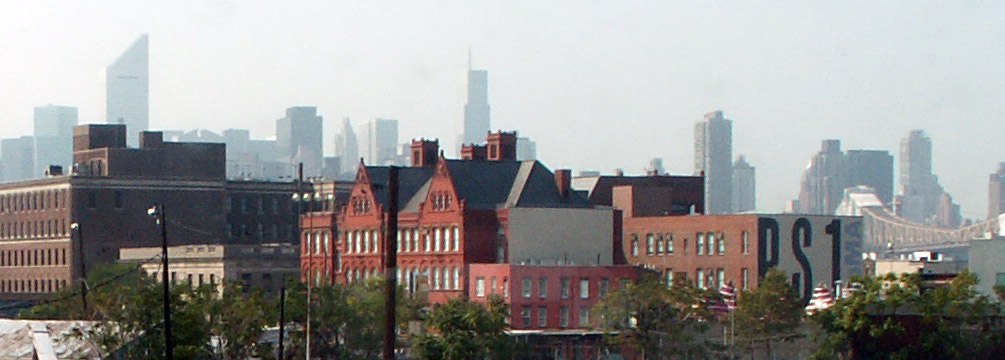
el MoMA PS1 con Manhattan de fondo.

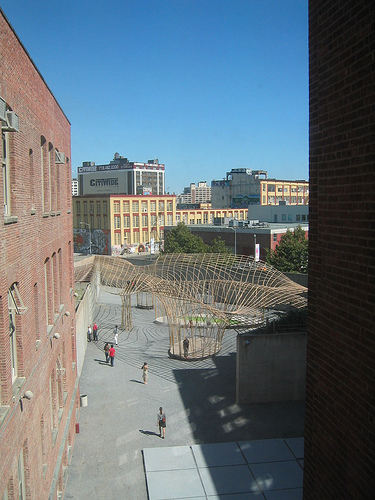
Instalación arquitectónica Canopy, por nARCHITECTS. Verano de 2004.

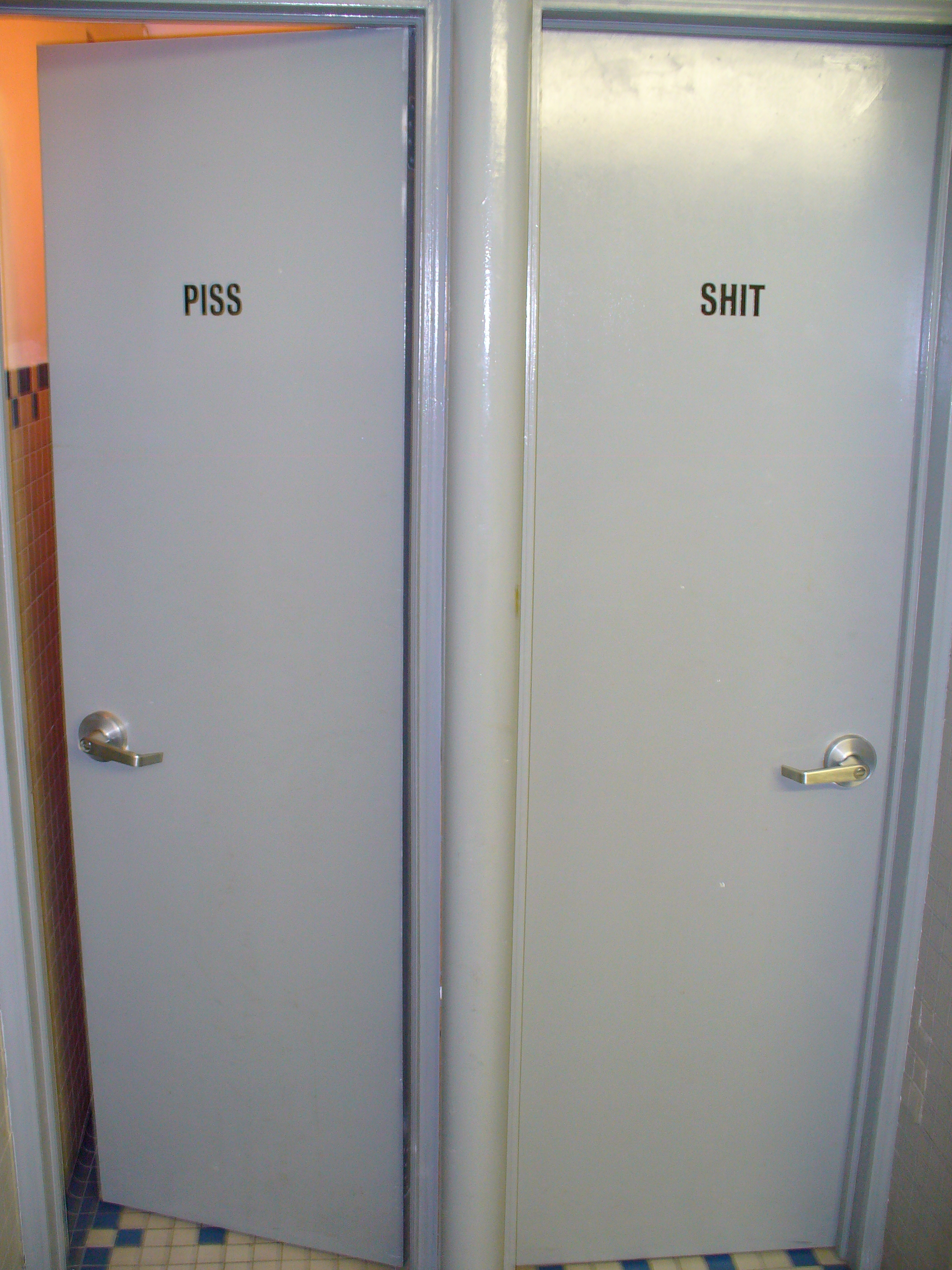
Baños de MoMA PS1.

### Fundación
P.S.1 (hoy MoMA PS1) fue fundado en 1971 por Alanna Heiss como el "Institute for Art and Urban Resources Inc." (Instituto para Arte y Recursos Urbanos"), una organización con la misión de transformar edificios abandonados o poco utilizados de la ciudad de Nueva York en talleres para artistas y espacios de exhibición. Heiss, antigua directora del centro, nació en 1943 en Louisville, Kentucky, siendo criada en una comunidad granjera del sur de Illinois. Hija de profesores, cursó estudios en Lawrence University, en Appleton, Wisconsin, con la ayuda de una beca otorgada por el Lawrence Conservatory of Music.
Comprendiendo que Nueva York era el centro gravitacional internacional para artistas contemporáneos, convencida de que los museos tradicionales no proveían oportunidades de exposición adecuadas para obras de arte site-specific, Heiss decidió establecer formalmente una organización de arte alternativa. Mientras trabajaba como organizadora de arte contemporáneo para varias asociación cívicas, formó lo que se convirtió en una larga amistad y vínculo laboral con el arquitecto y crítico teatral Brendan Gill. En 1971, Heiss y Gill fundaron el Instituto para Arte y Recursos Urbanos, y comentaron a renovar varios antiguos edificios neoyorquinos abandonados. Ese mismo año organizaron su primera exposición alternativa, trabajando con el artista Gordon Matta-Clark en los espacios sin utilizar bajo el puente de Brooklyn. Entre los sitios transformados por el instituto se encuentran 10 Bleeker Street, el Museo de Escultura de Coney Island, e Idea Warehouse en TriBeCa. En 1973 la Clocktower Gallery, situada en un edificio estilo Beaux-Arts de 13 pisos en 108 Leonard Street, abrió con sus tres exhibiciones inaugurales: Joel Shapiro, Richard Tuttle. La Clocktower Gallery devino un espacio alternativo reconocido, y su localización emblemática la convirtió en un ícono de las exposiciones personales.
En 1976 Heiss incrementó exponencialmente el tamaño de la organización al abrir un centro de arte en una antigua escuela pública en estilo neorománico. Este edificio, construido en 1982, funciónó como la primera escuela de Long Island City hasta 1963, fecha en que cerró debido al bajo índice de asistencia y el edificio fue convertido en un centro de almacenamiento. En octubre de 1997, el "P.S.1 Contemporary Art Center" (P.S.1. Centro de Arte Contemporáneo), reabrió sus puertas al público luego de un proyecto de renovación de US$8.5 renovation project designed by Los Angeles-based architect Frederick Fisher, who had been working closely with Heiss and supervised by the New York architect David W. Prendergast. Las instalaciones pasaron de alrededor de 8.000 a casi 12.000 metros cuadrados, incluyendo una galería al aire libre, una gran entrada y un espacio para proyectos de dos pisos.
En 2008 Heiss dejó el MoMA PS1 y fundó Art International Radio. Sin estar afiliada a MoMA PS1 emite programas originalmente presentados en la hoy cerrada WPS1. AIR produce sus propios contenidos de temática artística.

### Afiliación al MoMA
El MoMA PS1 y el Museum of Modern Art formalizaron su afiliación en enero de 2000. La ciudad de New York, propietaria del edificio de P.S.1, respaldó la fusión. El objetivo principal de la asociación entre el MoMA y el MoMA PS1 es la promoción del disfrute, la apreciación, el estudio y la comprensión del arte contemporáneo por parte de una audiencia cada vez mayor. Programas de exhibición colaborativos, actividades educativas y proyectos especiales permiten a ambas instituciones servirse de sus respectivos recursos y puntos fuertes, a fin de continuar dando forma a un discurso cultural. La primera colaboración significativa entre MoMA PS1 Y el Museo de Arte Moderno tuvo lugar en 2000 con "Greater New York", una exposición dedicada a más de 140 artistas emergentes del área de Nueva York[cita requerida]. Este ambicioso esfuerzo fue repetido exitosamente cinco años más tarde con "Greater New York 2005". Ambas exposiciones demostraron la diversidad y el dinamismo de la comunidad artística del área metropolitana. Ambas instituciones también integraron sus departamentos de desarrollo, educación, marketing, financiamiento y membrecía. Para demarcar el décimo aniversario de la fusión, P.S.1 pasó a llamarse simplemente MoMA PS1 en 2010.

### Compromiso con la comunidad
En 2012, Bisenbach convirtió a MoMA P.S.1 en un asilo temporario para residentes afectados por el Huracán Sandy.

## Artistas y programas de exhibición

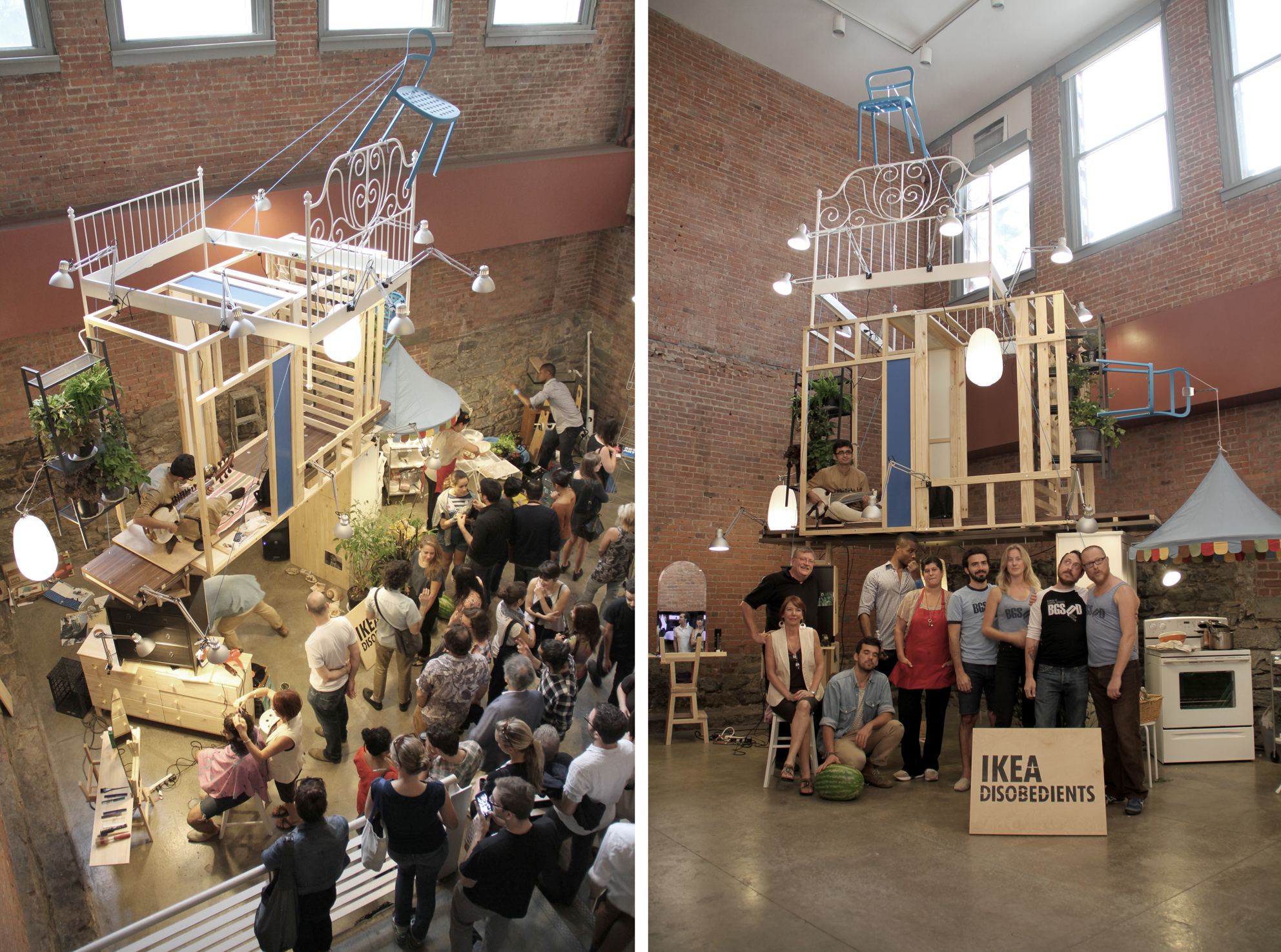
'IKEA Disobedients'. Archivo arquitectural, instalación y performance sobre urbanismos domésticos y poco familiares. MoMA PS1. Colección MoMA. 2012.

Desde su concepción, MoMA PS1 ha estado a la vanguardia de lo innovador y experimental. La primera exhibición, "Rooms" (Habitaciones), llevada a cabo en junio de 1976, presentó el trabajo de 78 artistas, algunos de los cuales crearon instalaciones site-specific en los antiguos salones de clases. Para "Rooms", el escultor Alan Saret talló una pequeña apertura en una de las paredes, creando una aureola de luz casi celestial en uno de los extremos del pasillo del tercer piso. Exhibiciones de la década de 1970 incluyeron la colaboración feminista llamada The Sister Chapel (La Capilla de Hermanas) . El museo ha expuesto el trabajo de los artistas Janet Cardiff, David Hammons, Kimsooja, Hilma af Klint, Donald Lipski, John McCracken, Dennis Oppenheim, Michelangelo Pistoletto, Alan Saret, Katharina Sieverding, Keith Sonnier, Michael Tracy, Franz West y Peter Young (artist). Un foco de interés han sido artistas marginales como Henry Darger, incluido en "Disasters of War: Francisco de Goya, Henry Darger, Jake and Dinos Chapman" (Los Desastres de la Guerra: Francisco de Goya, Henry Darger, Jake y Dinos Chapman, 2000). "Greater New York", una investigación de artistas emergentes y poco conocidos de la escena neoyorquina, fue establecida en 2000 y es reeditada cada cinco años. Muchas de las muestras organizadas por MoMA PS1 viajan a museos en los Estados Unidos y el resto del mundo, a menudo en colaboración con su museo asociado, el Kunst-Werke Institute for Contemporary Art de Berlín.
En las primeras temporadas de exhibición, un mínimo de ocho espacios fueron reservadas para los artistas de Proyectos Nacionales e Internacionales. La iniciativa, basada en la exhibición "Rooms" de 1976, es frecuentemente vista como la más importante oportunidad de exposición para artistas emergentes de la ciudad de Nueva York. Estas exhibiciones personales son elegidas por el equipo curatorial de MoMA PS1. Los artistas son provistas de un espacio para diseñar su muestra y de asistencia con la instalación. los artistas que han participado en los Proyectos Nacionales e Internacionales incluyen a Eberhard Bosslet, Joe Bradley, Mike Cloud, Kira Lynn Harris, Drew Heitzler, Kalup Linzy, Curtis Mitchell, Lisi Raskin, Su-Mei Tse, James Pernotto, y a Thierry Geoffroy.
En 2008 MoMA PS1 expuso "Minus Space", un conjunto de 54 artistas de 14 países asociados con el proyecto curatorial Minus Space, situado en Brooklyn, Nueva York.
También ha sido el lugar donde nuevas formas de arquitectura han visto la luz por primera vez. En 2012 PS1 presentó "IKEA Disobedients" (Desobedientes de IKEA, en alusión a la corporación internacional sueca de amoblamiento de interiores), una obra de Andrés Jaque que conectó a PS1 con las redes en que la domesticidad era producida en Queens y Long Island City.